# Jean Margat
 (décembre 2022).
 (décembre 2022).
Jean Margat, né le 11 novembre 1924 à Paris et mort le 2 février 2025 à Orléans, est un hydrogéologue français.

## Biographie
Jean Margat naît dans le 11e arrondissement de Paris. Son père, Yves Margat (1896-1976), musicien, organiste, pianiste, compositeur et professeur d'harmonie est l'auteur d'un Traité d'harmonie classique. Sa sœur, Rosine Margat a longtemps dirigé un cours de théâtre, du vivant de René Simon et après sa mort, au cours d'art dramatique René-Simon.

### Études
Jean Margat est scolarisé au lycée Janson-de-Sailly à Paris. À 16 ans, il participe à la Résistance en se rendant à la manifestation des lycéens du 11 novembre 1940 devant l'arc de Triomphe, où les élèves du lycée Janson-de-Sailly viennent en groupe, avec une gerbe de fleurs de deux mètres de haut en forme de croix de Lorraine. Dénoncé à la fin de la guerre, il fut interné dans la prison de l'armée allemande La Malcoiffée[source insuffisante] à Moulins (Allier) en 1944.
Après la Libération, il passe son baccalauréat puis suit des études de géologie, une matière qui le passionnait depuis l'enfance, à la Sorbonne où il a obtenu sa licence en deux ans. Pendant ces deux années, il fut directeur-adjoint à la Maison des Sciences, lieu de réunion des étudiants et s'inscrivit à l'association des Étudiants communistes. Il intégra directement en troisième année l'École nationale supérieure de géologie de Nancy en 1946.

### Parcours professionnel d’hydrogéologue
Jean Margat, est engagé au service géologique du Maroc à partir de 1947. Il réside d'abord à Meknès puis à Rabat comme chef du service régional d'alimentation en eau. Il évalue les ressources en eau souterraine et les cartographie principalement dans le plateau de Meknès-Fès et au Tafilalt en région présaharienne. Nommé directeur-adjoint des ressources en eau spécialisé dans les eaux souterraines au Centre des études hydrogéologiques (1947-1960) puis à l'Office national des irrigations du Maroc (1960-1961), il établit la première carte des eaux souterraines du Maroc, ce qui lui vaudra une reconnaissance des géologues marocains, pour lesquels il a effectué de fréquents voyages scientifiques.
De retour en France en 1961, il est intégré au ministère des Mines et de l'Industrie et détaché au Bureau de recherches géologiques et minières (BRGM) où il devient le responsable du service, puis du département d'Hydrogéologie (1961-1971). Il est nommé directeur-adjoint du BRGM (1971-1978). Pour finir, il devient conseiller du président en tant que chargé de Mission « Eau » (1978-1989). Il garde une activité professionnelle intense et un bureau au BRGM jusqu'à l'âge de 90 ans : pionnier dans sa discipline, il se consacre alors à la vulgarisation de l'hydrogéologie, à l'évaluation des ressources et à l'utilisation des eaux souterraines dans le monde. Il a travaillé en parallèle, encore plus après sa retraite, pour de nombreux organismes internationaux :
- CEFIGRE (Centre de formation international à la gestion des ressources en eau, intégré aujourd'hui à l'Office international de l'eau) (1977-1990) ;
- Plan Bleu[13] (1986-2010) ;
- Institut Méditerranéen de l'Eau (1982-2014) ;
- Observatoire du Sahara et du Sahel (1991-2004) ;
- Banque mondiale (1992) ;
- Organisation des Nations unies pour l'éducation, la science et la culture (1971-2010) ;
- Organisation des Nations unies pour l'alimentation et l'agriculture (1992-2003) ;
- Association Africaine de Cartographie puis Organisation Africaine de Cartographie et de Télédétection (1983-1991) ;
- ACSAD (1993) ;
- Water Ressources Advisory Comitee (SUEZ-Lyonnaise des eaux) (2000-2004) ;
- Watarid International Conference.

## Principaux thèmes d’études et recherche
- Évaluation des ressources en eau souterraine
- Définition et analyses des systèmes aquifères - Modélisation conceptuelle
- Cartographie hydrogéologique
- Gestion des aquifères captifs et des ressources en eau non renouvelables
- Économie et macro-économie de l'eau
- Comptes de l'eau / comptabilité nationale - cf. publication INSEE
- Prospective des demandes et utilisations d'eau - Planification
- Indicateurs utiles en économie et politique de l'eau
- Vulnérabilité des eaux souterraines aux pollutions
- Statistiques mondiales sur les ressources et les utilisations d'eau – Bases de données (collaboration avec l'équipe responsable de la base AQUASTAT de la FAO : Jean Margat a notamment introduit dans les comptes de l'eau d'AQUASTAT la notion de recouvrement entre les ressources en eau de surface et les ressources souterraines pour éviter les doubles comptes)
- Hydrogéologie des zones arides et semi-arides
- Sûreté du stockage souterrain des déchets radioactifs (cf. Atlas de l'Europe/6)

## Principaux terrains de missions d’expertise et/ou de coopération dans le Monde

### Pour le BRGM
Arabie saoudite, Brésil, Libye, Syrie, Maroc, Grèce, Bolivie, Cameroun, Sénégal, Mauritanie, Côte d'Ivoire, Burkina Faso, Tchad, Chine (Grande plaine de Chine du Nord), Union soviétique, Roumanie.

### Pour d’autres organismes
- UNESCO : Sahara-Eres (Algérie-Tunisie), Tunisie
- FAO : Espagne, Maroc, Espagne / PIAS
- PNUD/DTCD : Haïti, Niger, Mali
- World Bank / Banque mondiale : Algérie
- Pays et régions du monde les plus étudiés : France, Maroc, Espagne, Monde méditerranéen, Sahel, Arabie saoudite, Niger, Haïti, zones arides et semi-arides en eau en Iran, au Xinyang à Ürümqi (Watarid, 2011)

## Travaux terminologiques
Jean Margat s'est consacré régulièrement à l'élaboration et la mise au point du langage scientifique spécialisé utilisé en hydrologie et en hydrogéologie :
- Contributions au glossaire international d'hydrologie (UNESCO, 1972-1974) et au glossaire international d'hydrogéologie (UNESCO, 1978)
- Contribution au « vocabulaire de l'hydrologie et de la météorologie » (Conseil international de la langue française, 1978)
- Dictionnaire français d'hydrogéologie avec Gilbert Castany (BRGM 1977)
- Participation à la Commission de Terminologie des Sciences Hydrologiques du CNFSH (1980-2004), cf. « Dictionnaire français d'hydrologie », 2002
- Lexique français-anglais d'hydrogéologie avec P. Vaubourg (1997) – Réed. Enrichie d'un premier essai par Jean Margat en 1972[14] (Rapport BRGM)

## Principales publications
- 1973 – « Utilisation des eaux souterraines » (Encyclopédie de la Pléiade, « Géologie », 35 p.)
- 1977 – (avec Gilbert Castany) Dictionnaire français d’hydrogéologie, Orléans, BRGM, 250 p.
- 1980 – (avec Jacques Bodelle) L’eau souterraine en France, Paris, Masson, 208 p.
- 1982 – (avec Annie Erhard-Cassegrain) Introduction à l’économie générale de l’eau, Paris, Masson, 356 p.
- 1992 – L'eau dans le bassin méditerranéen. Situation et prospective. Les Fascicules du Plan bleu, 6. (Economica, Paris, 180 p.)[15]
- 1995 – (en) (avec Wilhelm F. Struckmeier et al.) Hydrogeological Maps. A guide a standard Legend, IAH, International Contributions to Hydrogeology, vol. 17, Heise ed., Hannover, 177p.
- 1995 – Les ressources en eau des pays de l’OSS. Évaluation, utilisation et gestion, (UNESCO/PHI et OSS (mai 1995), 80 p. Paris) + version en anglais
- 1996 – Les ressources en eau. Conception, évaluation, cartographie, comptabilité (BRGM et FAO, Sér. Manuels & Méthodes no 28, Orléans & Rome, 146 p.).
- 1998 – Les eaux souterraines dans le bassin méditerranéen. Ressources et utilisations, Orléans, Centre d’activités régionales du Plan Bleu / BRGM, Publications Documents du BRGM 282, 120 p.
- 1998 – (avec Jean-Robert Tiercelin et al.) L’eau en questions, Paris, Éditions Romillat, 301 p.
- 2003 – (avec Domitille Vallée) : Review of world water resources by country, Éditions F.A.O., Water reports 23, 110 p. – Rome, avril 2003.
- 2004 – Atlas de l’eau dans le bassin méditerranéen / Mediterranean Basin Water Atlas, Paris, Éditions CCGM/Plan Bleu/UNESCO, 46 p.[16].
- 2005 – (avec Vazken Andréassian) Allons-nous manquer d’eau ?, Paris, Éditions Le Pommier, coll. « Les Petites Pommes du savoir », Novembre, 60 p. [17]
- 2007 – Quelle crises de l’eau au XXIe siècle ?, intervention aux « Dialogues du XXIe siècle » UNESCO, 25 nov. 2006 (4 p. 5 fig.), Éditions UNESCO
- 2008 – (avec Vazken Andréassian) L’eau, Paris, Éditions le Cavalier bleu, coll. « Idées reçues », 128 p.[18].
- 2008 – L’eau des Méditerranéens : Situation et perspectives, Paris, L’Harmattan, coll. « Prospective », 2008, 288 p. (ISBN 978-2-296-06293-1, lire en ligne)[19]
- 2008 – Les eaux souterraines dans le monde[20]. Ed. UNESCO/BRGM Paris/Orléans, 187 p., trad anglaise.
- 2009 – Quelle crise de l’eau en Méditerranée ?, Conférence, invité aux 5èmes rencontres internationales Monaco et Méditerranée, Monaco Mars 2009. Actes Assoc. Monégasque pour la connaissance des Arts – 2010, Monaco.
- 2009 – (en) « Water resources and water quality », in « The physical Geography of the Mediterranean Basin » chap. 27 (Oxford University Press, 2009)
- 2011 - Quelles sont les demandes en eau et les sources d’approvisionnement en eau actuelles et futures des pays méditerranéens ? / What are the current and the future demands for water and supply sources in the Mediterranean countries ?, Institut méditerranéen de l’eau, Premier forum Méditerranéen de l’eau, Marrakech, 19-20 décembre 2011. Publ. Institut méditerranéen de l’eau.
- 2012 – (avec Vazken Andréassian) « Rivières et rivaux ». Édition Quae. Cet ouvrage a reçu le prix de la Société de géographie.
- 2013 – (avec J. Van Der Gun) Groundwater around the world: a Geographic Synopsis, Leiden (Pays-Bas), CRC Press/Balkema.
- 2013 – contributions à l’ouvrage collectif Watarid 3. Usages et politiques de l’eau en zones arides et semi-arides. (dir. M.-F. Courel et al., Paris, Éditions Hermann) :
  - Quelles ressources en eau, sources d’approvisionnement et utilisations d’eau en zones arides et semi-arides ? Chiffres-clés mondiaux
  - Présentation d’un essai de cartographie originale des ressources en eau potentielles de la zone aride et semi-aride
- 2013 – (avec Didier Pennequin et Jean-Claude Roux) Histoire de l’hydrogéologie française[21] éditée par le Comité français d’hydrogéologie de l’Association internationale des hydrogéologues (ouvrage collectif).
- 2014 – (avec Thierry Ruf) Les eaux souterraines sont-elles éternelles ?, Éditions Quae[22]
- 2014 – (avec Vazken Andréassian) Allons-nous manquer d’eau ? (réédition augmentée), Éditions Le Pommier, Paris.

## Travaux cartographiques
- Maroc, carte hydrogéologique de la plaine du Tafilalt, 1/50 000 (1960).
- (avec R. Ambroggi) Légende générale des cartes hydrogéologiques du Maroc, AISH (1960).
- Carte hydrogéologique du Bassin de Meknès-Fès, 1/100 000 (1963).
- Contribution à la carte hydrogéologique internationale de l’Europe, 1/1 500 000 France (1970).
- Première carte hydrogéologique régulière à 1/50 000 en France : Feuille de Douai (1963).
- Carte des eaux souterraines de la France, 1/1 000 000 (SPEPE/BRGM, 1965).
- Carte hydrogéologique de la France Systèmes aquifères, 1/1 500 000 (BRGM 1980).
- Carte des ressources en eau souterraine de l’Afrique, 1/20 000 000 (UN/DTCD 1987).
- Participation à la carte hydrogéologique internationale de l’Afrique 1/5 000 000 (AAC/OACT 1985-1991).
- Carte des systèmes aquifères du Niger (1986).
- Carte hydrogéologique d’Haïti, 1/250 000 (UN/DTCD, 1990).
- Carte hydrogéologique du Hoggar et des Tassilis, Algérie, 1/1 000 000 (1992).
- Propositions pour la cartographie hydrogéologique de l’Afrique du Nord (ANRH 1992).
- Contributions à la légende internationale des cartes hydrogéologiques (AIH/UNESCO 1990-1995).
- Carte des ressources en eau commune des pays de la région de l’OSS (Afrique) 1/10 000 000, 1995.
- Atlas de l’eau dans le Bassin méditerranéen (Plan Bleu/CCGM/UNESCO, 2004).
- Participation à la carte hydrogéologique internationale du Monde, 1/ 25 000 000 (AIH/UNESCO… 2005…).

## Distinctions
- 1961 : Prix Henri Milon de la Société hydrotechnique de France[23].
- 1981 : Prix Louis Barrabé de la Société géologique de France[24].
- 1999 : Honorary membership award de l’Association internationale des hydrogéologues[25].
- 2006 : Prix du Président de l’Association internationale des hydrogéologues[25].
- 2008 : Prix international d’hydrologie de l’AISH, l’UNESCO et l’OMM[26].

## Autres activités

### Jean Margat, Jocondologue et jocondoclaste

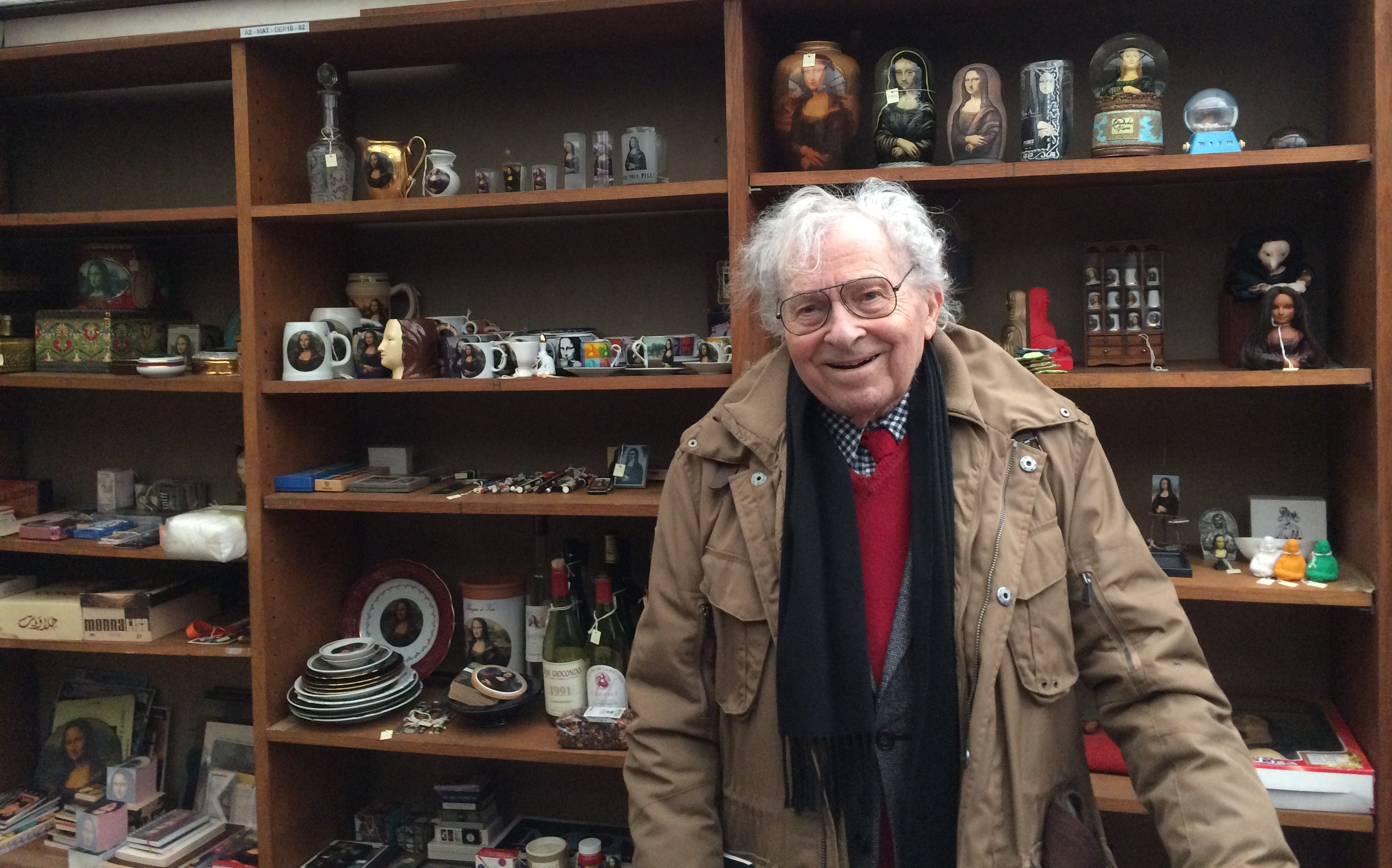
Jean Margat pose devant sa collection d'objets liés à la Joconde dans les réserves du Louvre.

Après avoir réalisé au Maroc dans les années 1950 ce qu’il a nommé des « jocondoclasties » en abîmant d’une manière systématique des reproductions de la Joconde en carte postale, il a rédigé avec l’aide de son ami Jean Suyeux, un numéro spécial de la revue BIZARRE publiée chez Jean-Jacques Pauvert en 1959, qui consistait en un Traité de Jocondologie suivi d’un traité de Jocondoclastie.
Jean Margat a justifié son activité para-artistique de jocondoclaste par deux références: L.H.O.O.Q. de Marcel Duchamp (1919), un ready-made modifié qui ajoute une moustache à la Joconde et les Exercices de style de Raymond Queneau (1947). Il avait été initié à l’OuLiPo par son ami Paul Braffort, qu’il a connu à la Sorbonne et qui était devenu régent du Collège de 'Pataphysique.
Le propos de Jean Margat était de multiplier, dans une démarche ludique proche de celle de l’OuLiPo, des variations de l’image de la Joconde devenue banale à la suite de sa prolifération en cartes postales. Connues d’un petit cercle d’amis, les jocondoclasties ont inspiré le scénario du film La Joconde - Histoire d’une obsession d’Henri Gruel et Jean Suyeux sorti en 1957 (production Argos films) qui a reçu la palme du court-métrage à Cannes en 1958. Boris Vian, qui y joue le rôle de professeur de sourire, en a rédigé le texte dit en voix off. Le numéro de BIZARRE qui est vite devenu objet de collection a été republié et commenté dans un livre avec un DVD contenant l’ensemble des jocondoclasties et le film intitulé La Joconde éclatée en 2007 aux éditions La Maison d’à côté Bruxelles (BE).
Parallèlement à son activité jocondoclastique, afin de constituer une somme de ce qu’il a nommé des «jocondoclasties spontanées», Jean Margat a accumulé au fil des années une impressionnante collection de produits où apparaît l’image de la Joconde sous toutes les formes: œuvres d’art, objets décoratifs en tout genre, dessins et caricatures, cartes postales, publicités, images de marque de produits les plus divers, graphismes de différentes époques… Cet ensemble avait été répertorié et classé par ses soins de diverses manières: époque, pays, thème, type de modification. La collection Margat a été acceptée en donation par le Louvre en 2014 afin de servir de base d’études iconologiques et de matériau pour des expositions.
Jean Margat est depuis 1982 le président de l’Association des Amis de Mona Lisa créée en 1980, qui a pour mission de collecter l’ensemble des usages de l’image de La Joconde ; elle publie régulièrement une gazette.

### Jean Margat, dessinateur d’humour
L’activité de dessinateur d'humour de Jean Margat, initiée dans les années 1960, a été reconnue par diverses publications dans des revues dont Lui. Dans Les Chefs-d’œuvre du dessin d’humour de l’Anthologie Planète (1968) de nombreux dessins de Margat sont publiés. Jacques Sternberg note que, lorsqu’ils ont paru pour la première fois en 1964 dans la revue Bizarre, ils étaient « la plus forte révélation de ce numéro qui faisait le point sur l’humour en France ».